# Julian Kostov
Julian Kostov (en búlgaro: Юлиaн Костов; nacido el 25 de agosto de 1989) es un actor, cineasta, gestor de talentos y ex nadador profesional búlgaro. En televisión, es conocido por sus papeles recurrentes en la serie Sky One A Discovery of Witches (2018), la serie Berlin Station de Epix (2018-2019) y la serie de Netflix Sombra y hueso (2021-presente). También es conocido por interpretar al personaje ficticio “Makarov” en el videojuego “Call Of Duty Modern Warfare 3 (2023)”

## Temprana edad y educación
Kostov nació el 25 de agosto de 1989 en Varna, Bulgaria. A la edad de 12 años, Kostov se convirtió en campeón de pentatlón de su grupo de edad. Fue diez veces campeón nacional de natación de 2005 a 2009. En 2008, obtuvo el título de Maestro del Deporte en Natación. Kostov posee más de 60 medallas como nadador profesional, incluida una medalla de bronce en los Juegos Balcánicos de 2007. Asistió a la Escuela Frederic Joliot-Curie de lengua española en Varna, antes de ingresar a estudios postsecundarios en la Universidad de Tilburg, donde se especializó en negocios internacionales.
Después de dos años en los Países Bajos, Kostov decidió mudarse al Reino Unido y seguir una carrera en la actuación, inspirado por la actuación de Heath Ledger en The Dark Knight. Se trasladó a la Universidad Metropolitana de Cardiff para terminar sus estudios y se graduó con una licenciatura en Estudios Empresariales en 2011. Ingresó en el Teatro Nacional de la Juventud ese mismo año. Kostov comenzó a hacer audiciones para agentes y finalmente firmó con uno. Más tarde cambió a otro agente y consiguió un comercial de Gillette. Durante ese período, también tomó clases en el Actor Workshop de Anthony Meindl en Londres.

## Carrera
Kostov comenzó su carrera como actor en producciones búlgaras y británicas, incluido un arco invitado de dos episodios en 24: Live Another Day en 2014. En 2016, tuvo papeles menores en las películas Ben-Hur y London Has Fallen. Comenzó a realizar captura de movimiento y actuación de voz para videojuegos.
En 2017, Kostov interpretó a Feodor "Bill" Burriy en la película de guerra británica independiente Another Mother's Son. Ese mismo año apareció en la película de terror estadounidense Leatherface. Kostov consiguió varios papeles televisivos como Timur en A Discovery of Witches en Sky One, Sergei Basarov en Berlin Station en Epix y Yuri Leniov en Treadstone. En 2021, Kostov interpretó a Fedyor Kaminsky en la primera temporada de la serie de fantasía de Netflix Sombra y hueso.
En 2023, Kostov expresó a Vladimir Makarov en Call Of Duty: Modern Warfare III. Luego protagonizó la película gore de superhéroes The Toxic Avenger (2023), dirigida por Macon Blair, y está programado para coproducir y dirigir Triumph de Kristina Grozeva y Petar Valchanov.

## Otros emprendimientos
En 2014, Kostov fundó JupiterLights Productions, una empresa de producción y gestión de talentos con sede en Bulgaria. Su primer largometraje , The Dare, se estrenó en 2019. JupiterLights representa a la actriz búlgara Maria Bakalova en el Reino Unido. Kostov también es cofundador de la productora Five Oceans junto con Bakalova.

## Filmografía

### Cine
| Año  | Título                                 | Papel                | Notas                                          |
| ---- | -------------------------------------- | -------------------- | ---------------------------------------------- |
| 2013 | Code Red                               | Harold Miller        |                                                |
| 2014 | Rapid Response Corps 2: Nuclear Threat | Damon Johnson        |                                                |
| 2015 | Early Birds                            | Jack                 | Cortometraje                                   |
| 2015 | Colour Me Grey                         | Nikolai              | Cortometraje                                   |
| 2016 | London Has Fallen                      | Aide                 |                                                |
| 2016 | Ben-Hur                                | Soldado herido       |                                                |
| 2016 | The Quickening                         | Mike                 | Cortometraje                                   |
| 2016 | Bar Tricks                             | Derek                |                                                |
| 2017 | Another Mother's Son                   | Feodor "Bill" Burriy |                                                |
| 2017 | The Naughty List                       | Voz                  | Cortometraje                                   |
| 2017 | Leatherface                            | Ted Hardesty         |                                                |
| 2018 | The Conversation                       | Sam Quentin          | Cortometraje                                   |
| 2018 | Risk                                   | Daniel               | Cortometraje                                   |
| 2019 | Going Country                          | Matey                | Cortometraje                                   |
| 2020 | Search and Destroy                     | Marcus Cooper        |                                                |
| 2023 | The Toxic Avenger                      | Budd Berserk         |                                                |
| —    | Triumph                                | Georgi               | PosPosproducción production; también productor |

### Televisión
| Año       | Título                 | Papel               | Notas                         |
| --------- | ---------------------- | ------------------- | ----------------------------- |
| 2014      | 24: Live Another Day   | Agente Harwell      | 2 episodios                   |
| 2014      | Crystal Skulls         | Seguridad de Hadden | Película de televisión        |
| 2016      | Barbarians Rising      | Marcus              | 2 episodios                   |
| 2018      | A Discovery of Witches | Timur               | Recurrente (temporada 1)      |
| 2018–2019 | Berlin Station         | Sergei Basarov      | Recurrente (temporada 3)      |
| 2019      | Flack                  | Juan                | Episodio: "Patrick"           |
| 2019      | Wild Bill              | Marek Rudnicka      | Episodio: "Welcome to Boston" |
| 2019      | Treadstone             | Yuri Leniov (1973)  | 2 episodes                    |
| 2020      | Back                   | Luca                | 2 episodios                   |
| 2021      | Sombra y hueso         | Fedyor Kaminsky     | Recurrente                    |
| 2021      | Temple                 | Max                 | 2 episodios                   |

### Videojuegos
| Año  | Título                            | Papel                             | Notas             |
| ---- | --------------------------------- | --------------------------------- | ----------------- |
| 2016 | Tom Clancy's The Division         | Narrador / Oficial de JTF / Matón |                   |
| 2017 | The Lego Ninjago Movie Video Game | Lloyd Garmadon                    |                   |
| 2017 | LEGO Marvel Super Heroes 2        | Voces adicionales                 |                   |
| 2017 | Xenoblade Chronicles 2            | Godfrey                           | Versión en inglés |
| 2018 | Bravo Team                        | Soldado mordeano                  |                   |
| 2018 | A Way Out                         | Voces adicionales                 |                   |
| 2018 | Overkill's The Walking Dead       | La Familia                        |                   |
| 2019 | CrossFire HD/CrossfireX           | Alexander Steiner                 | Modo historia     |
| 2023 | Call of Duty: Modern Warfare 3    | Vladimir Makarov                  | Modo historia     |

### Escenario
| Año  | Título          | Papel             | Teatro                 |
| ---- | --------------- | ----------------- | ---------------------- |
| 2010 | Stadium Arts    | Actor             | National Youth Theatre |
| 2016 | The Millennials | Paul              | Black Cat Theatre      |
| 2017 | The Ballerina   | Colin Clutterbuck | The Landor             |